# Khvozīneh-ye Bālā
Khvozīneh-ye Bālā (persiska: خوزینه بالا, Khowzīneh-ye Bālā) är en ort i Iran.   Den ligger i provinsen Khuzestan, i den centrala delen av landet, 500 km sydväst om huvudstaden Teheran. Khvozīneh-ye Bālā ligger 43 meter över havet och antalet invånare är 415.
Terrängen runt Khvozīneh-ye Bālā är mycket platt. Runt Khvozīneh-ye Bālā är det ganska tätbefolkat, med 80 invånare per kvadratkilometer. Närmaste större samhälle är Alvān, 13,1 km nordväst om Khvozīneh-ye Bālā. Omgivningarna runt Khvozīneh-ye Bālā är i huvudsak ett öppet busklandskap.